# Gospa Gülruh
Gospa Gülruh (osmanski گل رخ خاتون, turski Gülruh Hatun) bila je jedna od konkubina sultana Bajazida II. Njeno ime znači “ružino lice”. Rođena je prije 1465. godine.
Bila je majka sultanije Kamerşâh i princa Alemşaha.
Umrla je 1520. god.